# ملعب سنتيناريو
ملعب سنتيناريو (بالإسبانية: Estadio Centenario)‏ هو أكبر ملعب كرة قدم في مونتيفيديو عاصمة أوروغواي. أٌقيمت عليه منافسات بطولة كأس العالم لكرة القدم 1930. حيث استضاف أول مباراة في تاريخ كأس العالم لكرة القدم.
صمم الملعب المهندس المعماري خوان أنطونيو سيساسو، وبدأ بنائه في 21 يوليو 1929 وافتتح رسمياً في 18 يوليو 1930 ويتسع 76.000 مشاهد. لعب آنذاك منتخب الأورغواي لكرة القدم ضد منتخب بيرو لكرة القدم. أقيم فيه حتى الآن أربع مرات بطولة كوبا أمريكا (1942، 1956، 1967، 1995).
يُستخدم الملعب لخوض مباريات كل من منتخب أوروغواي لكرة القدم، ونادي بينارول، ونادي مونتيفيديو الوطني.